# Paruka

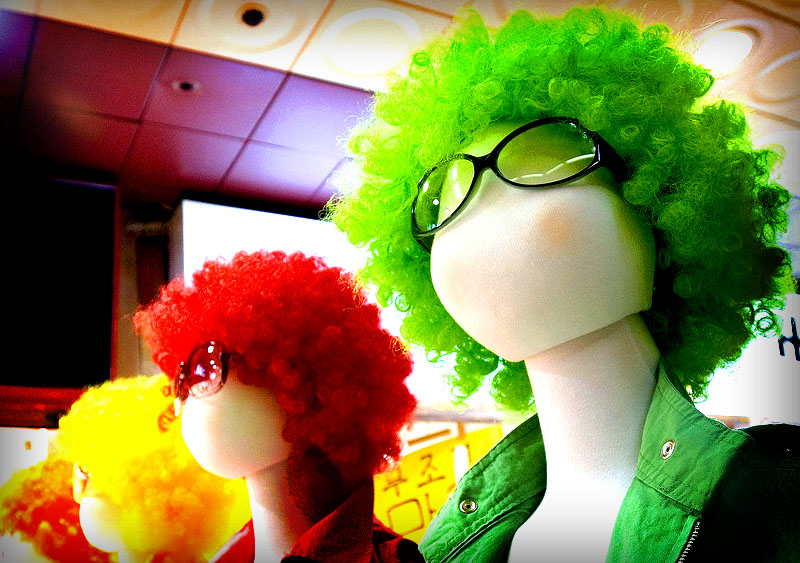
Extravagantní paruky

Paruka (z italského parrucca) je druh kosmetického doplňku nebo zdravotnické pomůcky, který se využívá pro zlepšení estetiky, dekorace a termoregulace holé hlavy. Je tvořena vlasy, či jejich náhražkami, které vlasy připomínají. Její nošení umožňuje člověku rychle změnit svůj vzhled, či zakrýt nedostatek vlastních vlasů v podobě pleše. Mohou se dále nosit z náboženských, sociálních či kulturních důvodů.
Paruka může sloužit na celou hlavu nebo na její část, pak se nazývá příčes a zakrývá zpravidla jen čelní pleš.
Paruky se vyrábějí v celé škále vlasových účesů a barev v závislosti na přání zákazníka.

## Paruky z pravých vlasů
Paruky z pravých vlasů přinášejí svá pro a proti. Mezi největší kladné stránky takových paruk patří možnost stylování účesů (vlasy se chovají jako zdravé). Taková paruka si také zachová svou barvu déle než paruky z umělých vláken a především vypadají přirozeněji. Nevýhodou takových paruk je však jejich cena a čas potřebný na údržbu.

## Paruky z umělého vlákna
Paruky z umělého vlákna jsou vyráběny ze syntetických materiálů, které napodobují vzhled a strukturu přirozených vlasů. Díky moderním technologiím jsou lehké, snadno se udržují a zachovávají si svůj tvar i barvu. Na rozdíl od paruk z pravých vlasů nejsou vhodné pro tepelnou úpravu, ale jinak nabízejí cenově dostupnou alternativu. Jednou z předností paruk z umělého vlákna je nižší pořizovací cena a široká dostupnost.

## Historie

### Starověk
Používání paruk sahá hluboko do historie a provází lidstvo již od nepaměti. První zmínky a vyobrazení paruk pocházejí ze starověkého Egypta. Tam byly paruky nošeny jako odznak stavovské příslušnosti i ochrana proti slunci. Měly černou barvu a formu kompaktní helmy, se střední pešinkou nebo bez ní hladce rozsčesané do záclon. Některé osoby však dávaly přednost parukám v kombinaci s dredy , jak vidíme z vyobrazení perských panovníků, nebo jen dredům z vlastních vlasů. Další zmínky pocházejí ze starověkých kultur jako byli Asyřané, Féničané,Řekové, Etruskové či Římané. Ve středověku dávali lidé přednost vlastním vlasům a kadeření se věnovaly jen nejvyšší společenké vrstvy obyvatel.
Největšího rozkvětu se parukám dostalo od 16. století, kdy byly obecně nošeny v Evropě jako symbol společenského postavení a jako nutnost z hygienických důvodů až do 2. poloviny 18. století.

král Ludvík XIV. v alonžové paruce

### Od 16. do 18. století
Po pádu západořímské říše v raném středověku upadlo užívání paruk na západě v zapomnění. Teprve počátkem 17. století v období renesančního manýrismu a baroka se paruky začínají používat nejen jako náhrada vlasů, ale i jako módní doplněk vzhledu hlavy. Nejbohatší kaskáda nakadeřených ruliček vlasů se objevila kolem roku 1660 a nazývala se alonžová paruka). K všeobecnému užívání se dostala prostřednictvím módy francouzského královského dvora Ludvíka XIV. Paruka tehdy měla také praktický účel; nízká úroveň hygieny (většiny lidí) vedla k tomu, že mytí hlavy se nahrazovalo ostříháním vlasů a parukou s pudrováním. Množství populace včetně šlechty mělo vši. Lidé si proto dávali vlasy stříhat a lov vší milované osoby se stal zálibou džentlmenů.
Anglická královna Alžběta I. (1533 – 1603) byla známá tím, že nosila zrzavou paruku v římském stylu. Spekulovalo se, že tím zakrývá nedostatek vlastních vlasů, protože trpěla určitými hormonálními poruchami. Francouzský král Ludvík XIII. (1601–1643) začal propagovat nošení paruky v roce 1624, když začal plešatět. Tato móda byla ještě rozšířena jeho synem, budoucím králem Ludvíkem XIV. (1638–1715). Díky jeho vlivu, který získal za doby své vlády, se paruka stala universálním módním prvkem, povinným k nošení ve společnosti dvorské šlechty i měšťanů a rozšířila se po celé Evropě.
Mužské paruky byly dlouhé, spadající až na ramena, vždy zkadeřené do loken, různých barev (zejména tmavě a světle hnědé). Pánové je začínali nosit až když je potřebovali. Na portrétech mladých šlechticů při jejich kavalírských cestách vidíme, že mají do tvaru alonžové paruky nakadeřené své vlastní vlasy (při dlouhodobém cestování na koni to bylo výhodou.)
Dámské paruky byly zprvu v objemu střízlivější, od 30. let 18. století se stávají výstředními. V době rokoka zavedla milenka krále Ludvíka XV., Madame de Pompadour, paruky z bílých vlasů, vplétaly se do nich perlové šňůry, síťky, diadémy, přívěsky. Pod módním vlivem francouzské královny Marie Antoinetty paruky nabývaly obrovských výškových rozměrů a stávaly se terčem posměchu v podobě karikatur (v Paříži například Honoré Daumier).

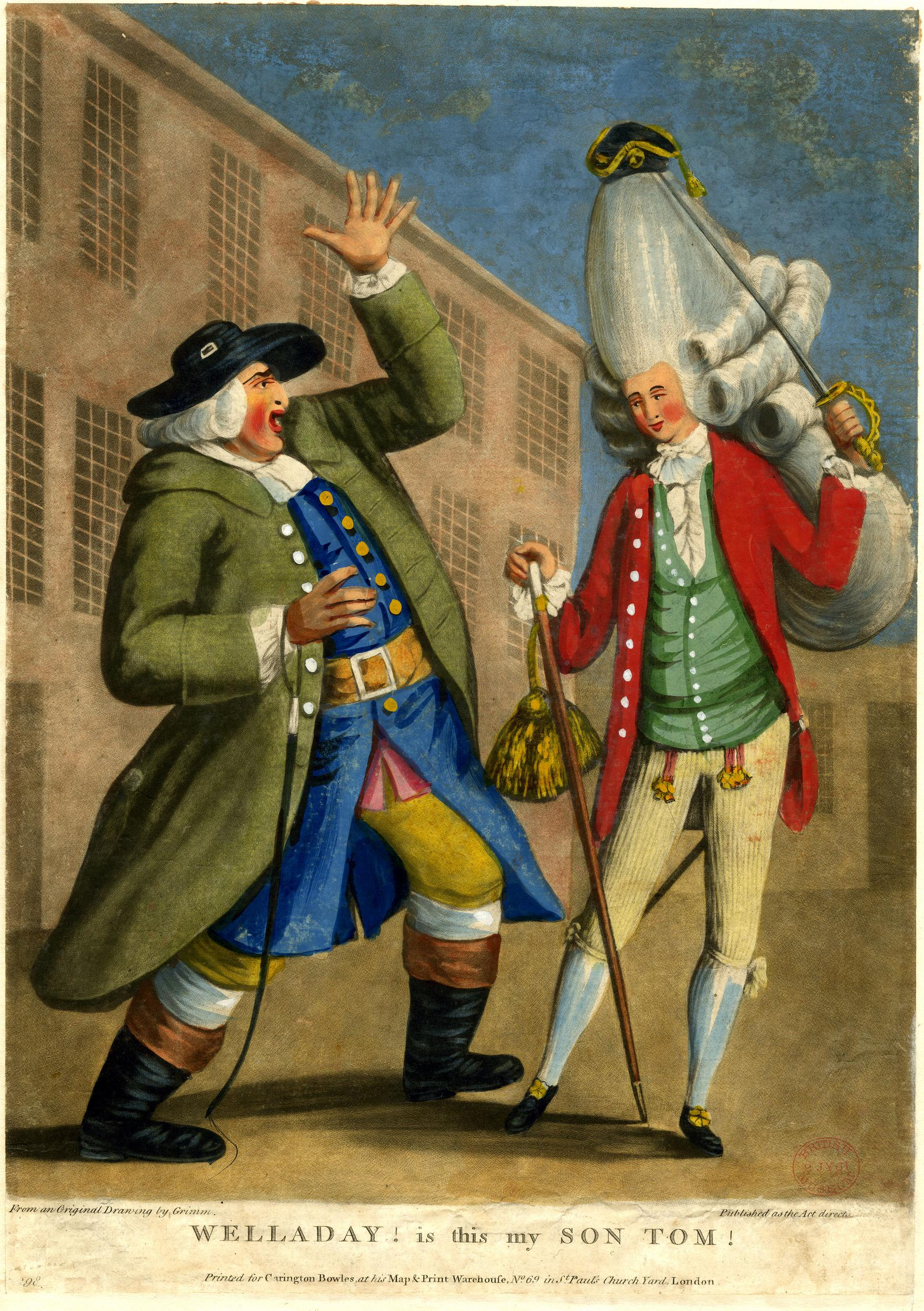
Karikatura mladého muže s parukou (1774)

### 19. století
Osvícenství a klasicismus v Evropě i v severní Americe koncem 18. století razantně ukončily barokní módu paruk. Propagovaly se nadále vlastní vlasy a mužské účesy se česaly často z nebarvených vlasů svázaných na temeni do copánku. V období romantismu se dbalo na bujnou rozevlátou kštici, ke které často patřil příčesek. Známým nositelem příčesku byl až do své smrti například František Palacký.

### Současnost
- Tradice velí nosit paruku jako doplněk úředního oděvu, například v některých parlamentech (Velká Británie), či u soudu. V obou případech jde zpravidla o paruky s loknami z bílých vlasů.
- Zdravotní důvody (ozařování pacientů trpících rakovinou) vede k novému rozšíření paruk nenápadného vzhledu a přirozeného střhu i barvy vlasů.
- Společenské důvody vedou k užívání paruk mnohé seniory.